# 柳田次男
柳田 次男（やなぎだ つぎお、1927年1月19日 - 2011年4月8日 ）は日本の騎手、調教師（日本中央競馬会〈JRA〉）。鹿児島県出身。
甥の西園正都は現役の調教師。

## 来歴
1941年に宮崎競馬場・福徳栄次厩舎に騎手見習として入門し、戦後に騎手となる。1953年に騎手を引退し調教助手に転向。
1964年に調教師免許を取得、同年3月に阪神競馬場にて厩舎を開業。1969年に栗東トレーニングセンターに移転。
1999年に調教師を勇退。通算666勝（うちJRA重賞19勝）。以降は競馬予想会社にて顧問を務めたほか、JRAの調教師OB会会長も務めた。
2011年4月8日午前8時15分、福岡県北九州市内の病院で死去。84歳没。

## おもな管理馬
- インターグロリア（桜花賞、エリザベス女王杯、マイラーズカップなど）
- カツアール（宝塚記念）
- スナークアロー（小倉記念、小倉大賞典）
- トシグリーン（CBC賞、京王杯オータムハンデ）
- ビコーペガサス（京成杯、セントウルステークス）

## おもな厩舎所属者
※太字は門下生。括弧内は厩舎所属期間と所属中の職分。
- 四位満教（1971年-1979年 騎手）
- 柳田三千男（1976年-1999年 騎手見習、調教助手）
- 樋口弘（1978年-1985年 騎手）
- 西園正都（1981年-1986年、1986年-1994年 騎手）
- 上村洋行（1992年-1996年 騎手）
- 細江純子（1996年-1998年 騎手）